# Rocket League
Rocket League est un jeu vidéo développé et édité par Psyonix. Il sort en juillet 2015 sur Windows et sur PlayStation 4, en février 2016 sur Xbox One, en septembre 2016 sur Linux et Mac, en novembre 2017 sur Nintendo Switch et en octobre 2021 sur PlayStation 5.
Deux équipes, composées de un à quatre joueurs (excepté en mode classé, où les équipes ne s'élèvent que jusqu'à trois joueurs) conduisant des véhicules, s'affrontent au cours d'un match afin de frapper un ballon et de marquer dans le but adverse. Les voitures sont équipées de propulseurs (boost) et peuvent sauter, permettant de jouer le ballon dans les airs. Des mises à jour du jeu incluent également d'autres modes de jeu, se rapprochant du basket-ball ou du hockey sur glace.
Rocket League fait suite à Supersonic Acrobatic Rocket-Powered Battle-Cars, un jeu vidéo sorti en 2008 sur PlayStation 3 et également développé par Psyonix. Si ce premier jeu a reçu un accueil mitigé, une base solide d'amateurs a motivé le studio à produire une nouvelle version, cette fois-ci disponible sur plusieurs plateformes.
Le jeu est reconnu pour son style de jeu unique et a recueilli de nombreuses distinctions. Le studio revendique plus de 10 millions de ventes en deux ans (au premier trimestre 2017) et 60 millions de joueurs en 2019. Rocket League est racheté par Epic Games en 2020, qui le commercialise en free-to-play, augmentant son succès.

## Système de jeu
Rocket League est un mélange de jeux de courses et de jeux de football. Par équipe ou en solo, le joueur contrôle un véhicule et peut alors frapper dans un ballon, avec pour objectif de marquer dans le but adverse. Le joueur peut utiliser une jauge de boost limitée à 100 pour accélérer et/ou se maintenir dans les airs, sauter pour réceptionner une balle et initier un envol pour atteindre des balles en l'air, s'incliner en l'air. Il peut aussi faire des dashs (une brusque accélération s'effectuant en appuyant rapidement deux fois sur le bouton de saut tout en appuyant dans une direction) sur les côtés et vers l'avant pour gagner de la vitesse ou se repositionner. Pour recharger sa jauge de boost, le joueur récupère des capsules (ou des pads, situées aux abords du terrain) ou sur des palettes éparpillées sur le terrain.
On peut également retrouver d'autres modes de jeu tels que hockey sur glace (jour de neige), basket-ball (panier), dropshot et rumble (avec supers pouvoirs). Ces modes sont sous forme de ranked (10 games de classements à faire pour connaître son rank).
Le joueur peut personnaliser son véhicule avec divers objets classés en dix types (châssis, stickers, peintures, roues, turbos, accessoires, antennes, explosions de but, traînées et bruits de moteur). Les objets n'influent pas sur les caractéristiques des véhicules, hormis au niveau esthétique et les châssis qui possèdent chacun une différente hitbox et rayon de braquage. Le joueur collecte des objets en fin de partie, classés selon leur rareté (courant, peu courant, rare, très rare, importé, exotique, marché noir, premium et limité) et s'ils sont peints ou certifiés. La plupart de ces catégories ne s'obtiennent que durant les parties en ligne ou dans les caisses (Système remplacé par les « plans » depuis 4 décembre 2019).
Du 8 septembre 2016 au 4 décembre 2019, le joueur pouvait aléatoirement obtenir des caisses après une partie en ligne. Elles contenaient des objets exclusifs mais s'ouvraient à l'aide de clés pouvant être obtenues via micropaiement. Une nouvelle caisse était ajoutée à chaque mise à jour. Depuis la mise à jour du 4 décembre 2019, les clés et les caisses ont été respectivement remplacées par les crédits et les plans, ces derniers permettant de construire un objet défini (tandis que les caisses offraient des objets de façon aléatoire), ainsi que l'ajout d'une boutique d'objets.
À partir du 8 septembre 2018, un système de pass sous le nom de « Rocket Pass » est mis en place. Il permet de débloquer des objets en fonction de l'expérience acquise. Une version premium permet de gagner d'autres objets et plus d'expérience.
Le 10 octobre 2023, Psyonix annonce la fin de l'échange d'objets entre les joueurs. Cette possibilité est supprimée dès le 6 décembre 2023. Les échanges standards sont eux préservés. Les joueurs peuvent échanger 5 objets contre un objet aléatoire de classe supérieure.

## Développement

### Genèse du projet
Dans les années 2000, Dave Hagewood développe de façon amateur le mod Onslaught pour le jeu Unreal Tournament 2003. Il intègre des véhicules au sein du moteur de jeu afin de créer un nouveau mode de jeu. Face au succès de ce mod, il sera embauché par Epic Games, développeur du jeu original, pour intégrer officiellement Onslaught au sein de l'édition suivante Unreal Tournament 2004. Grâce à cette expérience chez Epic, il fonde son propre studio Psyonix,.
À la fin des années 2000, à côté d'autres projets pour subvenir aux besoins du studio en difficultés financières, Psyonix cherche à reprendre le concept de Onslaught intégré dans Unreal Tournament pour en faire un jeu complet. Après plusieurs essais de jeux de duels de voitures, un designer ajoute un ballon de football dans une des arènes déjà conçues. Le studio décide alors de se focaliser sur un jeu basé sur le football. De la même façon, alors que « les boosters sur les voitures n'étaient destinés au début qu'à être une option de turbo ». Cependant, l'équipe découvre pendant le développement qu'il est possible de faire voler la voiture en combinant ce boost et le saut. Ces deux éléments seront la base du système de jeu de Supersonic Acrobatic Rocket-Powered Battle-Cars (SARPBC ou Battle-Cars), qui « est basiquement le même jeu que Rocket League » d'après Corey Davis (directeur design chez Psyonix) rétrospectivement,.
En 2008, alors que le studio est en train de finir le développement du jeu, Psyonix cherche un éditeur pour publier Battle-Cars mais se heurte à de nombreux refus. Ils décident de publier le jeu sur le Playstation Network sur PlayStation 3. Le jeu est téléchargé plus de deux millions de fois, mais ne permet pas de devenir un succès commercial. Aucune publicité n'est faite autour du jeu, le jeu est difficile à prendre en main et des problèmes de connexions sur les parties en ligne sont régulièrement remontés. Une base solide de joueurs restera fidèle au jeu toutefois, donnant envie à Psyonix de pousser le concept plus loin,.

### Débuts deRocket League
Après avoir essayé plusieurs suites pour Battle-Cars, dont un prototype présenté à Electronic Arts en 2011, le développement de Rocket League démarre en 2013. Le studio a profité des nombreux retours de la communauté de leur jeu précédent pour affiner le concept.
Un des changements majeurs est le passage de la cadence d'affichage de 30 à 60 images par seconde par rapport à Battles-Cars. Le jeu étant très dynamique, une critique fréquente était que l'affichage à 30 images par seconde donnait un rendu mou et nuisant à certaines situations.
Le 19 février 2014, Psyonix annonce officiellement le développement de Rocket League, suite du jeu Supersonic Acrobatic Rocket-Powered Battle-Cars. Le jeu est commercialisé le 7 juillet 2015 sur PlayStation 4 avec l'opportunité d'obtenir le jeu gratuitement grâce à sa présence dans la liste des jeux du mois de juillet 2015 du Playstation Plus. Le jeu est également disponible sur Microsoft Windows via Steam.

### Support multi-plateformes
Lors des Game Awards 2015, le jeu est annoncé sur Xbox One.
Psyonix a annoncé en janvier 2020 que dans le cadre d'une mise à niveau majeure au système de jeu, ils abandonneraient la prise en charge de macOS et Linux du jeu d'ici mars 2020. Après mars 2020, ces versions ne pourront plus se connecter et utiliser les parties en ligne du jeu, mais pourront toujours être jouées en solo ou en multijoueur local. Psyonix a déclaré dans un message de suivi que les joueurs macOS et Linux représentaient moins de 0,3% de la base de joueurs totale et ne pouvaient pas justifier de les conserver en tant que plateformes prises en charge car ils poussaient les autres plateformes vers une technologie plus récente, comme le changement de version de DirectX 9 à 11, avec macOS et Linux n'ayant rien d'équivalent. Le développeur a offert des remboursements complets du jeu pour les propriétaires sous macOS et Linux, quelle que soit la durée depuis laquelle ils possèdent le jeu.

### Contenu téléchargeable
Près d'un an après la sortie du jeu, Psyonix annonce qu'ils souhaitent poursuivre le développement du jeu par le biais de contenu additionnels, où seuls les éléments cosmétiques (notamment autour de la personnalisation de la voiture) seront payants. Le jeu principal sera également mis à jour, avec des nouveaux modes de jeu, des terrains, des fonctionnalités.
Le premier DLC Supersonic Fury sort en août 2015. Si celui-ci est payant pour accéder à multiples éléments de personnalisation et des voitures exclusives, il est accompagné d'une mise à jour gratuite qui inclut un nouveau terrain de jeu, quelques éléments cosmétiques basiques et le mode spectateur, accessible pour tous les joueurs,. La Vengeance des Battle-Cars est le second pack DLC de Rocket League, sorti le 13 octobre 2015. À l'instar du premier DLC, celui-ci est également payant et contient de nouveaux cosmétiques mais une mise à jour gratuite du jeu principal ajoute également du contenu gratuit,.
Les DLC suivants seront plus surfaciques : le troisième, Chaos Run sorti en décembre 2015, ainsi que le quatrième, DC Super Heroes sortie le 5 mars 2018, comprennent uniquement des cosmétiques et quelques succès exclusifs,,. À l'occasion de la sortie du mode basket-ball dans le jeu, 26 avril 2016, le DLC NBA Drapeaux Pack inclut 30 antennes, chacune ayant le nom d'une équipe de NBA, disponible pour une durée limitée, le DLC étant retiré de la vente un an plus tard. Des cosmétiques achetables individuellement voient également le jour à partir de juillet 2016[réf. souhaitée].
Par la suite, Psyonix met en place des accords pour introduire des licences au sein des cosmétiques de son jeu. La première collaboration concerne la franchise Retour vers le futur, avec une reproduction de la DeLorean. Il sort le 21 octobre 2015, date à laquelle Marty McFly arrive dans le futur dans le film Retour vers le futur 2. En mars 2016, pour la sortie du film Batman v Superman: Dawn of Justice, un DLC inclut la Batmobile et un autre sort en avril 2017 pour le film Fast and Furious 8, avec la Dodge Charger. Le 18 juin 2018, à l'occasion de la sortie du film Jurassic World: Fallen Kingdom en salle le 6 juin de cette même année, un DLC de cosmétiques à l'effigie de Jurassic Park est mis en vente.
Le 4 décembre 2019, l'achat des contenus téléchargeables est retiré, ces objets peuvent éventuellement revenir dans la boutique d'objets interne. Les trois premiers packs sont quant à eux inclus de base pour tous les joueurs, afin qu'ils puissent bénéficier des succès liés à la possession de ces DLC[réf. souhaitée].
Le 20 février 2021, Psyonix collabore avec Ford. Premier DLC depuis le free-to-play en septembre 2020, il inclut la Ford F-150 RLE, 2 types de roues, un sticker et un boost et une bannière à l'effigie de la marque.

## Saisons[28]
Depuis son lancement, Rocket League a connu plusieurs saisons durant sa période payante puis gratuite.

### Version payante
| Saison | Date de début     |                   |
| ------ | ----------------- | ----------------- |
| 1      | 8 septembre 2015  | 11 février 2016   |
| 2      | 11 février 2016   | 20 juin 2016      |
| 3      | 20 juin 2016      | 22 mars 2017      |
| 4      | 22 mars 2017      | 5 juillet 2017    |
| 5      | 5 juillet 2017    | 28 septembre 2017 |
| 6      | 28 septembre 2017 | 7 février 2018    |
| 7      | 7 février 2018    | 29 mai 2018       |
| 8      | 29 mai 2018       | 24 septembre 2018 |
| 9      | 24 septembre 2018 | 19 février 2019   |
| 10     | 19 février 2019   | 13 mai 2019       |
| 11     | 13 mai 2019       | 27 août 2019      |
| 12     | 27 août 2019      | 4 décembre 2019   |
| 13     | 4 décembre 2019   | 25 mars 2020      |
| 14     | 25 mars 2020      | 23 septembre 2020 |

### Version gratuite
| Saison | Date de début     | Date de fin      |
| ------ | ----------------- | ---------------- |
| 1      | 23 septembre 2020 | 9 décembre 2020  |
| 2      | 9 décembre 2020   | 7 avril 2021     |
| 3      | 7 avril 2021      | 11 août 2021     |
| 4      | 11 août 2021      | 17 novembre 2021 |
| 5      | 17 novembre 2021  | 9 mars 2022      |
| 6      | 9 mars 2022       | 15 juin 2022     |
| 7      | 15 juin 2022      | 7 septembre 2022 |
| 8      | 7 septembre 2022  | 7 décembre 2022  |
| 9      | 7 décembre 2022   | 8 mars 2023      |
| 10     | 8 mars 2023       | 7 juin 2023      |
| 11     | 7 juin 2023       | 6 septembre 2023 |
| 12     | 6 septembre 2023  | 6 décembre 2023  |
| 13     | 6 décembre 2023   | 5 mars 2024      |
| 14     | 6 mars 2024       | 5 juin 2024      |
| 15     | 5 juin 2024       | 4 septembre 2024 |
| 16     | 4 septembre 2024  | 4 décembre 2024  |
| 17     | 4 décembre 2024   | 14 mars 2025     |
| 18     | 14 mars 2025      | 18 juin 2025     |

## Musiques
Lors du développement du jeu, Mike Ault, compositeur et designer sonore, compose la plupart des musiques présentes dans le jeu. Lors d'une interview, Thomas Silloway, chef de projet chez Psyonix, émet l'idée de les sortir sous la forme d'un album en dehors du jeu. Après la sortie du jeu, Psyonix ajoute des pistes musicales, principalement présentes dans les menus du jeu, parfois composées par Mike Ault mais également par des artistes du label Monstercat.
Lors du patch 2.12 le 8 mars 2022, les pistes musicales de Mike Ault et Hollywood Principle ont été supprimés du jeu et les albums ne sont plus en vente via contenu téléchargeable.

## Esport
Dès 2016, les développeurs du jeu font part de leur souhait de faire entrer Rocket League sur la scène esport. Cela se concrétise quelques mois plus tard par l'annonce du tournoi phare de la scène compétitive Rocket League, les « Rocket League Championship Series ».
En juin 2024, la Fédération internationale de football association (FIFA) et l'éditeur Epic Games s'associent afin de créer une coupe du monde de Rocket League au cours de laquelle les participants s'affrontent par pays. La première édition nommée « FIFAe World Cup 2024 » est remportée par l'Arabie saoudite.

## Accueil

### Critique
Le jeu est bien reçu par les critiques et les joueurs avec une note moyenne de 86 % sur l'agrégateur de critiques Metacritic.
L'ajout fréquent d'objets, les fonctions clés et caisses (remplacées par les « plans » lors d'une mise a jour en décembre 2019) et « Rocket Pass » ainsi que les échanges prolongent sa popularité, ainsi que les nombreuses personnes qui y jouent sur les réseaux sociaux[réf. nécessaire].

### Ventes
En septembre 2015, Jeremy Dunham, vice-président de Psyonix, annonce que le jeu dépasse régulièrement le million de joueurs actifs et que la fréquentation des joueurs ainsi que la durée de jeu sont en augmentation. En octobre 2015, Psyonix déclare que le jeu a été téléchargé plus de six millions de fois, dont un million sur PC.
En août 2016, Psyonix annonce 20 millions de joueurs en tout depuis la sortie. Le 1er novembre 2016, Psyonix annonce que le jeu a été écoulé à 8 millions d'exemplaires tandis que 22 millions de joueurs ont joué au jeu sans forcément en faire l'acquisition. Sony évoque que Rocket League est le jeu le plus vendu du PlayStation Store en 2016.
En mars 2017, ce sont 10,5 millions d'exemplaires qui ont trouvé preneur. En Septembre 2018, le nombre de joueurs passé sur le jeu s'élève à plus 50 millions, puis 60 millions en 2019. Lors de la conférence de l'E3 2019, les développeurs ont déclaré qu'ils voyaient bien le jeu tenir 10 ans, voire 20 ans.

## Rocket League Sideswipe
À la suite du succès de Rocket League, un spin-off sur mobile est développé par Psyonix. Inspiré du même univers, celui-ci se présente en 2D, avec des modes 1 contre 1 et 2 contre 2. Pour remporter la partie, le joueur doit comme dans le jeu original utiliser sa voiture pour marquer des buts contre ses adversaires, chaque partie dure 2 minutes hors prolongation. Les éléments de personnalisations et les décors du jeu sont similaires à ceux de Rocket League, mais certains éléments principaux du gameplay sont modifiés pour les besoins de l'adaptation comme le système de boost qui s'obtient désormais après un temps de régénération. Le jeu est disponible en free-to-play sur Android et iOS depuis le 29 Novembre 2021,.